# AdHouse Books
AdHouse Books est une maison d'édition de bande dessinée américaine fondée par Chris Pitzer à Richmond en 2002.